# 別紙壮一
別紙 壮一（べっし そういち、1941年-）は、日本の元アニメプロデューサー。香川県高松市出身。

## 来歴・人物
香川県立坂出高等学校、中央大学商学部卒業。大学卒業後に日通液化ガス（在職中に日通商事へ社名変更。現：NX商事）へ入社し、主計課に配属される。その傍ら、妻の姉の友人である藤岡豊に経理業務の補佐を依頼され、非常勤のアルバイトとしてシンエイ動画の前身である有限会社エイプロダクション（Aプロ）に出入りするようになる。藤岡とはその後義兄弟の関係となる。
アニメ業界への関心が高まったことや、Aプロの社長である楠部大吉郎に乞われたこともあって転職を決意し、1966年11月に日通商事を退社して、総務経理の専従スタッフとしてAプロに入社。当初は庶務全般を担当していたが、受注量の増加に従い制作管理も兼務するようになる。
1976年にシンエイ動画の設立に参加し、専務取締役に就任。日本アニメーションより総グロス請けした『おれは鉄兵』よりシンエイ側の担当プロデューサーを務める。その後も『怪物くん』『パーマン』『ドラえもん』などの藤子不二雄作品のアニメーションを数多く手がけた。
苦心の末に楠部三吉郎らが『ドラえもん』の再アニメ化に漕ぎつけたのを間近に見たこともあり、藤子・F・不二雄の世界観や意向には特に気を配っていた。そのため、『ザ・ドラえもんズ』などのスピンオフ企画をプロデューサーとして積極的に推し進めることはなかった。
『エスパー魔美』には『ドラえもん』以上に惚れていたと語っている。アニメ化の際には当初テレビ朝日から提示された毎日6分の帯時間枠を「6分で作る作品ではない」と言いはって30分枠を確保。当時若手の演出家だった原恵一をチーフディレクター（監督）、アニメーターの堤規至を作画監督（総作画監督）として抜擢した。番組終了後、原は若手監督だったという事が災いして各所からのクレームでひどくストレスが溜まり、遂には「辞めたい」と発言。別紙が異例の1年休職を認めたという逸話もある（原は東南アジアへ7ヶ月半の旅行をし、最終的に10ヶ月の休職ののちに復帰した）。
2009年、永く勤めたシンエイ動画を退社。その後は東京世田谷ロータリークラブの会員として活動しながら『ドラえもん』に関する講演活動を各地で行っている。
実子は、同じくシンエイ動画に勤務し『ドラえもん』や『あたしンち』の制作進行・制作デスクなどを務めた別紙直樹。

## 参加作品

### テレビアニメ
- おれは鉄兵 （1977年-1978年、プロデューサー）
- 一球さん （1978年、プロデューサー）
- ドラえもん (1979年のテレビアニメ) （1979年-2005年、プロデューサー）
- 怪物くん (カラーアニメ) （1980年-1982年、プロデューサー）
- ドラえもん・ヨーロッパ鉄道の旅 （1983年、プロデューサー）
- エスパー魔美 （1987年-1989年、プロデューサー）
- チンプイ （1989年-1991年、プロデューサー）
- 笑ゥせぇるすまん （1989年-1992年、プロデューサー)
- 八百八町表裏化粧師 （1990年-1991年、プロデューサー)
- 21エモン （1991年-1992年、プロデューサー）

### 劇場映画
- 映画ドラえもんシリーズ （プロデューサー）
  - ドラえもん のび太の恐竜 （1980年）
  - ドラえもん のび太の宇宙開拓史 （1981年）
  - ドラえもん ぼく、桃太郎のなんなのさ （1981年）
  - ドラえもん のび太の大魔境 （1982年）
  - ドラえもん のび太の海底鬼岩城 （1983年）
  - ドラえもん のび太の魔界大冒険 （1984年）
  - ドラえもん のび太の宇宙小戦争 （1985年）
  - ドラえもん のび太と鉄人兵団 （1986年）
  - ドラえもん のび太と竜の騎士 （1987年）
  - ドラえもん のび太のパラレル西遊記 （1988年）
  - ドラえもん のび太の日本誕生 （1989年）
  - ドラえもん のび太とアニマル惑星 （1990年）
  - ドラえもん のび太のドラビアンナイト （1991年）
  - ドラえもん のび太と雲の王国 （1992年）
  - ドラえもん のび太とブリキの迷宮 （1993年）
  - ドラえもん のび太と夢幻三剣士 （1994年）
  - ドラえもん のび太の創世日記 （1995年）
  - ドラえもん のび太と銀河超特急 （1996年）
- 映画ドラえもん併映作品 （プロデューサー）
  - パーマン バードマンがやって来た!! （1983年）
  - エスパー魔美 星空のダンシングドール （1988年）
  - ドラミちゃん ミニドラSOS!!! （1989年）
  - チンプイ エリさま活動大写真 （1990年）
  - ドラミちゃん アララ・少年山賊団! （1991年）
  - 21エモン 宇宙いけ! 裸足のプリンセス （1992年）
  - ドラミちゃん ハロー恐竜キッズ!! （1993年）
  - ドラミちゃん 青いストローハット （1994年）
  - ウメ星デンカ 宇宙の果てからパンパロパン! （1994年）
  - 2112年 ドラえもん誕生 （1995年）
  - ドラミ&ドラえもんズ ロボット学校七不思議!? （1996年）